# چشم‌های راکونی

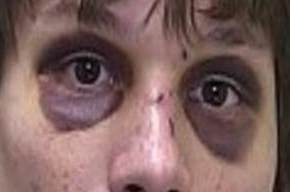
چشم‌های راکونی

چشم‌های راکونی یا چشم‌راکونی (به انگلیسی: Raccoon eyes)، اصطلاحی است برای اشاره به تیرگی شدید یا لک سیاه اطراف چشم‌ها یا وجود حلقه‌های تاریک دور چشم‌ها که بر اثر خون‌مردگی پدید می‌آید. به آن، خون‌مردگی پیرامون چشم و اکیموز اطراف چشم هم می‌گویند.
چشم‌های راکون نشانه‌ای از شکستگی جمجمه یا خون‌ریزی زیرکلاه‌خودی (هماتوم ساب‌گالئال) است؛ کرانیوتومی که بیانگر پارگی شامگان، یا در موارد نادر، سرطان است.